# Жорж Буланже (музикант)
Жорж Булaнже (Georges Boulanger) (18 април 1893 - 3 юни 1958) (Gheorghe Pantazi) е румънски цигулар, диригент и композитор от цигански произход.

## Биография
Роден е в Тулча, Румъния. Овладява майсторството на цигулката от малък.
Свири в кафе „Шантан“ в Санкт Петербург. Там се жени за естонска студентка по право, която му ражда 2 деца. След известен престой в родината си от началото на 1920-те години се установява в Берлин, постига огромна популярност в цяла Германия.
През 1940-те години заминава за Латинска Америка: отначало е в Бразилия, после се прехвърля в Аржентина. Завършва своя жизнен път в гр. Оливос, провинция Буенос Айрес, Аржентина.

## Избрани композиции
- Afrika
- Auf der Hochzeitreise
- Autumn Moods
- My Prayer (Avant de mourir)
- Beside the Lake
- Budapest Party
- Buntes Allerlei
- Comme ci, comme ca
- Da Capo
- Danse Hongroise
- Der Dudelsackpfeifer
- Der Lustige Schotte
- Die Glasharfe
- Die lustige Puppe (The Happy Doll)
- Die Zigeunerin
- Einsam steh ich unterm Sternenzelt
- Familen-Polka
- Flageolett Walzer No. 1 in G major
- Flageolett Walzer No. 2 in G major
- Für Dich
- Gemuse! Gemuse! Gemuse!
- Georgette
- Gipsy serenade
- Gruss an Franz Liszt
- Hallo!Budapest
- Heimweh (Homesickness)
- Herbstgedanken
- Hora – Rumänischer Tanz in A major
- Kinderparade
- Krach- Czárdas
- La Trioletta
- Liebling der Frauen – Walz
- Max und Moritz
- Mein Herz
- Norinka – Serenade
- Orientalische Nacht
- The Piper
- Pizzicato-Waltz in E major
- Puszta-Marchen
- Quand je suis content
- Ratata-Bum
- Schlaf Georgette
- Schmetterlingsspiel
- Serenade in E minor
- Tango Nora
- Tango Torero
- Teddy-Bear
- Tokay
- Vitamin-Polka
- Winke, Winke
- Zufriedenheit (Träumerischer Waltz)